# Batya Friedman
Batya Friedman (* 1957) ist eine US-amerikanische Professorin an der University of Washington. Sie ist Professorin in der Informationswissenschaft sowie Lehrbeauftragte im Department für Informatik, Menschen-Zentriertes Design und Ingenieurswesen. Dort leitet sie das Forschungszentrum Value Sensitive Design. Zudem ist sie zurzeit Co-Direktorin im Policy Lab der University of Washington und Mitarbeiterin am Zentrum für Menschenrechte.

## Werk
Batya Friedman ist eine der Begründerin des Value Sensitive Design (VSD), ein Ansatz, der über menschliche Werte beim Design von Informationssystemen Rechenschaft ablegt. VSD wurde zunächst für die Mensch-Maschine-Interaktion entwickelt, wurde mittlerweile aber auch im Informationsmanagement, der Mensch-Roboter-Interaktion, in der Computersicherheit, der angewandten Philosophie und in den Bereichen Landnutzung und Transport angewendet. Batya Friedmans Arbeit fokussiert eine große Bandbreite an Werten, u. a. Privatsphäre, Vertrauen, Nachhaltigkeit, Sicherheit, Freiheit von Verzerrungen, Meinungsfreiheit und Würde; gleichzeitig beschäftigt sie sich mit unterschiedlichen Technologien wie Webbrowsern, Stadtsimulation, Robotern, Open-Source-Werkzeugen, Ubiquituous Computing und IT-Infrastruktur. Zurzeit arbeitet sie am Design eines Informationssystems mit Multi-Lebensdauer und an Methoden, um Informationssysteme zu beeinflussen, die unsere Zukunft gestalten. Ein frühes Projekt aus dem Programm zu Multi-Lebensdauer-Informationssystemen ist das Projekt „Voices from the Rwanda Tribunal“.

## Preise
- Gilles Hondius Fellow – Technische Universität Delft, 2020[5]
- Ehrendoktorin der Technische Universität Delft, 2020[6]
- ACM SIGCHI Academy – ACM SIGCHI, 2019[7]
- Einweihung in die Mitgliedschaft – ACM SIGCHI Academy, 2019[8]
- Social Impact Award – ACM SIGCHI, 2012[9]
- Multi-disziplinärer Privacy Paper Award, 2010[10]
- Multi-disziplinärer Privacy Paper Award, Ehrenvolle Erwähnung, 2010[11]
- Best Paper Award, Organizational Systems Track – HCISS, 2002[12]
- TAP: ACM Liste beachtenswerter weiblicher Informatikerinnen, 1997[1]
- Future Of Life Award, 2024[13]

## Ausgewählte Publikationen
- Friedman, B., & Hendry, D. G. (2019). Value sensitive design: shaping technology with moral imagination. Cambridge, MA. MIT Press.
- Friedman, B. (2008). Value Sensitive Design. In D. Schuler, Liberating Voices: A Pattern Language for Communication Revolution (pp. 366–368). The MIT Press
- Friedman, B., & Hendry, D. (2012). The envisioning cards: a toolkit for catalyzing humanistic and technical imaginations. Proceedings of the SIGCHI Conference on Human Factors in Computing Systems, 1145–1148.
- Friedman, B. (2004). Value Sensitive Design. In W. S. Bainbridge (Ed.), Encyclopedia of Human-computer Interaction (pp. 769–774). Berkshire Publishing Group.
- Friedman, B., & Kahn, P. H. (2003). Human values, ethics, and design. In A. Sears, J. A. Jacko, & S. Garfinkel, The Human-Computer Interaction Handbook: Fundamentals, Evolving Technologies and Emerging Applications (2nd ed., pp. 1241–1266). CRC Press.
- Friedman, B., & Kahn, P. H. (2000). New directions: a value-sensitive design approach to augmented reality. Proceedings of DARE 2000 on Designing Augmented Reality Environments, 163–164.
- Friedman, B. (1996, December 1). Value-sensitive design. ACM interactions, 3(6), 16–23.
- Friedman, B., & Kahn, P. H. (1992). Human agency and responsible computing: Implications for computer system design. Journal of Systems and Software, 17 (1), 7–14.